# Old Crows / Young Cardinals
Albums de Alexisonfire
Crisis
(2006)
Singles
1. Young Cardinals
Sortie : 12 mai 2009
2. Born and Raised
Sortie : 14 octobre 2009
3. The Northern
Sortie : 28 décembre 2009

Old Crows / Young Cardinals est le quatrième et à ce jour dernier album du groupe de post-hardcore canadien Alexisonfire. Il est sorti le 23 juin 2009. Il s'appelait initialement juste Young Cardinals, mais son nom a été encore changé le 1er avril 2009.
C'est le premier album d'Alexisonfire à ne pas sortir sous le label Distort, mais sous celui de Dine Alone Records, un label indépendant du manager du groupe, Joel Carriere.

## Liste des pistes
1. Old Crows – 4:17
2. Young Cardinals – 3:38
3. Sons of Privilege – 3:21
4. Born and Raised – 4:01
5. No Rest – 3:37
6. The Northern – 4:28
7. Midnight Regulations – 4:11
8. Emerald Street – 3:16
9. Heading for the Sun – 3:45
10. Accept Crime – 3:14
11. Burial – 4:18

Titres bonus de la version japonaise:
1. Two Sisters – 1:27
2. Wayfarer Youth – 3:41